# Acantholycosa
Acantholycosa Dahl, 1908 è un genere di ragni appartenente alla famiglia Lycosidae.

## Distribuzione
Le 28 specie note di questo genere sono state reperite nella regione olartica: 19 specie nella sola Russia e una sola specie, l'A. solituda, in America settentrionale.

## Tassonomia
Nel 1984 l'aracnologo Wunderlich pose in sinonimia questo genere con il genere Pardosa C.L. Koch, 1847; ciò non è stato preso in considerazione e avvalorato nei successivi lavori a partire da quello di Buchar & Thaler del 1993.
Non sono stati esaminati esemplari di questo genere dal 2016.
Attualmente, a giugno 2016, si compone di 28 specie e una sottospecie:
1. Acantholycosa aborigenica Zyuzin & Marusik, 1988 — Russia, Mongolia
2. Acantholycosa altaiensis Marusik, Azarkina & Koponen, 2004 — Russia
3. Acantholycosa azarkinae Marusik & Omelko, 2011 — Russia
4. Acantholycosa azheganovae (Lobanova, 1978) — Russia
5. Acantholycosa azyuzini Marusik, Hippa & Koponen, 1996 — Russia
6. Acantholycosa baltoroi (Caporiacco, 1935) — Kashmir, Nepal, Cina
7. Acantholycosa dudkoromani Marusik, Azarkina & Koponen, 2004 — Russia
8. Acantholycosa dudkorum Marusik, Azarkina & Koponen, 2004 — Russia
9. Acantholycosa katunensis Marusik, Azarkina & Koponen, 2004 — Russia
10. Acantholycosa khakassica Marusik, Azarkina & Koponen, 2004 — Russia
11. Acantholycosa levinae Marusik, Azarkina & Koponen, 2004 — Russia
12. Acantholycosa lignaria (Clerck, 1757) — Regione paleartica
13. Acantholycosa logunovi Marusik, Azarkina & Koponen, 2004 — Russia
14. Acantholycosa mordkovitchi Marusik, Azarkina & Koponen, 2004 — Russia
15. Acantholycosa norvegica (Thorell, 1872) — Regione paleartica
  - Acantholycosa norvegica sudetica (L. Koch, 1875)[2] — Europa
16. Acantholycosa oligerae Marusik, Azarkina & Koponen, 2004 — Russia
17. Acantholycosa paraplumalis Marusik, Azarkina & Koponen, 2004 — Russia
18. Acantholycosa pedestris (Simon, 1876) — Europa
19. Acantholycosa petrophila Marusik, Azarkina & Koponen, 2004 — Russia
20. Acantholycosa plumalis Marusik, Azarkina & Koponen, 2004 — Russia
21. Acantholycosa sayanensis Marusik, Azarkina & Koponen, 2004 — Russia
22. Acantholycosa solituda (Levi & Levi, 1951) — USA, Canada
23. Acantholycosa spinembolus Marusik, Azarkina & Koponen, 2004 — Russia
24. Acantholycosa sterneri (Marusik, 1993) — Russia, Mongolia
25. Acantholycosa sundukovi Marusik, Azarkina & Koponen, 2004 — Russia
26. Acantholycosa tarbagataica Marusik & Logunov, 2011 — Kazakhstan
27. Acantholycosa valeriae Omelko, Komisarenko & Marusik, 2016 — Russia
28. Acantholycosa zinchenkoi Marusik, Azarkina & Koponen, 2004 — Russia, Kazakistan

### Specie trasferite
- Acantholycosa altaica Savelyeva, 1972; trasferita al genere Pardosa C.L. Koch, 1847[1].
- Acantholycosa nigra (C. L. Koch, 1834); trasferita al genere Pardosa C.L. Koch, 1847
- Acantholycosa nigripalpis Giltay, 1932; trasferita al genere Pardosa C.L. Koch, 1847
- Acantholycosa pyrenaea (Simon, 1876); trasferita al genere Pyrenecosa Marusik, Azarkina & Koponen, 2004
- Acantholycosa rupicola (Dufour, 1821); trasferita al genere Pyrenecosa Marusik, Azarkina & Koponen, 2004
- Acantholycosa sibirica (Kulczyński, 1908); trasferita al genere Sibirocosa Marusik, Azarkina & Koponen, 2004
- Acantholycosa spinosa (Denis, 1938); trasferita al genere Pyrenecosa Marusik, Azarkina & Koponen, 2004
- Acantholycosa subsolana (Kulczynski, 1907); trasferita al genere Sibirocosa Marusik, Azarkina & Koponen, 2004
- Acantholycosa triangulata Yu & Song, 1988; trasferita al genere Mongolicosa Marusik, Azarkina & Koponen, 2004

### Sinonimi
- Acantholycosa altaica Savelyeva, 1972; trasferita dal genere Pardosa e posta in sinonimia con A. lignaria (Clerck, 1757) a seguito di un lavoro degli aracnologi Marusik, Azarkina & Koponen, 2004[1].
- Acantholycosa atalanta (L. Koch, 1879); trasferita dal genere Pardosa e posta in sinonimia con A. norvegica (Thorell, 1872) a seguito di un lavoro di Holm del 1973, quando era ancora nel genere Pardosa.
- Acantholycosa beklemischevi Charitonov, 1936; posta in sinonimia con A. norvegica (Thorell, 1872) a seguito di un lavoro di Mikhailov (1997c).
- Acantholycosa fedotovi Charitonov, 1936; posta in sinonimia con A. norvegica (Thorell, 1872) a seguito di un lavoro di Mikhailov (1997c).
- Acantholycosa foveata (Odenwall, 1901); trasferita dal genere Pardosa e posta in sinonimia con A. norvegica (Thorell, 1872) a seguito di un lavoro di Mikhailov (1997c).
- Acantholycosa kurchumensis Marusik, Azarkina & Koponen, 2004; posta in sinonimia con A. katunensis Marusik, Azarkina & Koponen, 2004 a seguito di uno studio degli aracnologi Fomichev, Marusik & Koponen del 2016.
- Acantholycosa raboti (Simon, 1887); posta in sinonimia con A. norvegica (Thorell, 1872) a seguito di un lavoro di Mikhailov (1997c).
- Acantholycosa spasskyi Charitonov, 1936; posta in sinonimia con A. norvegica (Thorell, 1872) a seguito di un lavoro di Mikhailov (1997c).
- Acantholycosa strandi Kratochvíl, 1935; posta in sinonimia con A. pedestris (Simon, 1876) a seguito di un lavoro degli aracnologi Buchar & Polenec del 1974.